# دائرة بني يني
دائرة بني يني إحدى دوائر ولاية تيزي وزو. مقرها بني يني.
تبلغ مساحتها 82.7375 كم² يقطنها 15,151 نسمة (أي بكثافة سكانية تقدر بـ 183 نسمة /كم²).
وتضم كل من بلديات :
- بني يني
- يطافن
- إبودرارن

## مواضيع ذات صلة
- دوائر ولاية تيزي وزو
- بلديات ولاية تيزي وزو